# Quantis Csoport
A Quantis Csoport (korábbi nevén BROKERNET Csoport) tevékenységének alapját képező, Unit-Linked Életbiztosítási (értékpapíralapú befektetési-biztosítási) konstrukciókat közvetítő BROKERNET Zrt-t 1999-ben alapították. A három alapító – Kostevc Péter, Kutvölgyi Pál és Kósa Erika – 2001-ben létrehozta a biztosítási alkusz Palladium Brókerházat, majd 2002-ben a hitelközvetítő Bankbroker Kft.-t. A vállalat tulajdonosi struktúrájának újraosztásakor Kósa Erika férje, Körtvélyesi Zoltán is tulajdonrészt kapott. A vállalatcsoport 2008-ban tovább bővült a befektetési alapkezelő QUANTIS Investment Management Zrt.-vel. A cégcsoport része még a BROKERNET Akadémia, a vállalat akkreditált belső oktatási központja. 2009. november 1-jétől a vállalat holdingként folytatta tevékenységét. Növekedési stratégiájának részeként 2010-ben megvásárolt egy a vállalati biztosítások piacán domináns céget, a Palladium Consulting Kft-t. 2013-ban a Brokernet Csoport új nevet kapott: Quantis Csoport.

## Társadalmi felelősségvállalás
A cégcsoport több sportolót is támogatott: Erőss Zsolt hegymászót, Litkey Farkas vitorlázót, Sors Tamás paralimpikon úszót, Bódis Kálmán autóversenyzőt, Veres Zoltán műrepülő pilótát. A BROKERNET Sport Team tagjainak patronálása mellett a Paralimpiai Életút Program alapítói, továbbá a Magyar Paralimpiai Bizottság kiemelt, gyémánt fokozatú támogatói.

## Névváltoztatás
A cég 2013. június 1-jén új elnevezést kapott, ekkortól egészen a megszűnéséig Quantis néven működik tovább.

## Díjak
| Díjak                    | Évszám                 |
| ------------------------ | ---------------------- |
| Superbrands díj          | 2009, 2010, 2011, 2012 |
| Business Superbrands díj | 2011, 2012             |
| MagyarBrands díj         | 2010, 2011, 2012       |
| Év Alkusza díj           | 2008                   |